# 마이크 털리
마이클 ("마이크") 스콧 털리(Michael ("Mike") Scott Tully , 1956년 10월 21일 ~ )는 미국의 장대높이뛰기 선수로 1984년부터 1985년까지 미국 기록을 보유하였다.

## 초기 경력
캘리포니아주 롱비치에서 태어난 그는 캘리포니아 대학교 로스앤젤레스에 입학하여 1978년 5.53m와 NCAA 선수권을 우승하였다. 그는 3회의 국내 타이틀(1977, 1979, 1986)을 우승하였다.
그는 4개의 장대높이뛰기 타이틀을 우승하며, 각각 높이의 기록을 만나며 마운트 SAC 릴레이에서 위대한 성공을 즐겼다. 그는 또한 경연에서 18 피트를 제거하는 데 첫 선수로 우수성을 보유하기도 하였다. 그의 노력들은 1994년 마운트 SAC 릴레이 명예의 전당에 헌액되는 명예를 가져왔다.

## 국제 경력
털리는 1977년과 1979년 IAAF 월드컵에서 자신의 첫 국제 타이틀을 우승하였다. 1983년 세계 육상 선수권 대회에도 나갔으나 성공적이지 못하였다. 1984년 1달의 기간에 그는 거의 3 인치의 총기록에 의하여 3번이나 미국 기록을 올렸다. 그는 1984년 로스앤젤레스 올림픽에서 은메달과 시즌을 끝냈다. 그는 제프 버킹엄으로부터 미국 기록을 차지하였으나 1985년에 깨졌다.
그는 1983년과 1987년 2회의 팬아메리칸 게임을 우승하였으며, 처음에 5.45m, 그러고나서 5.71m의 둘다 선수권 기록을 세웠다. 그는 또한 1986년 굿윌 게임에서 4위를 하였다.